# Gruppi sanguigni nella cultura giapponese

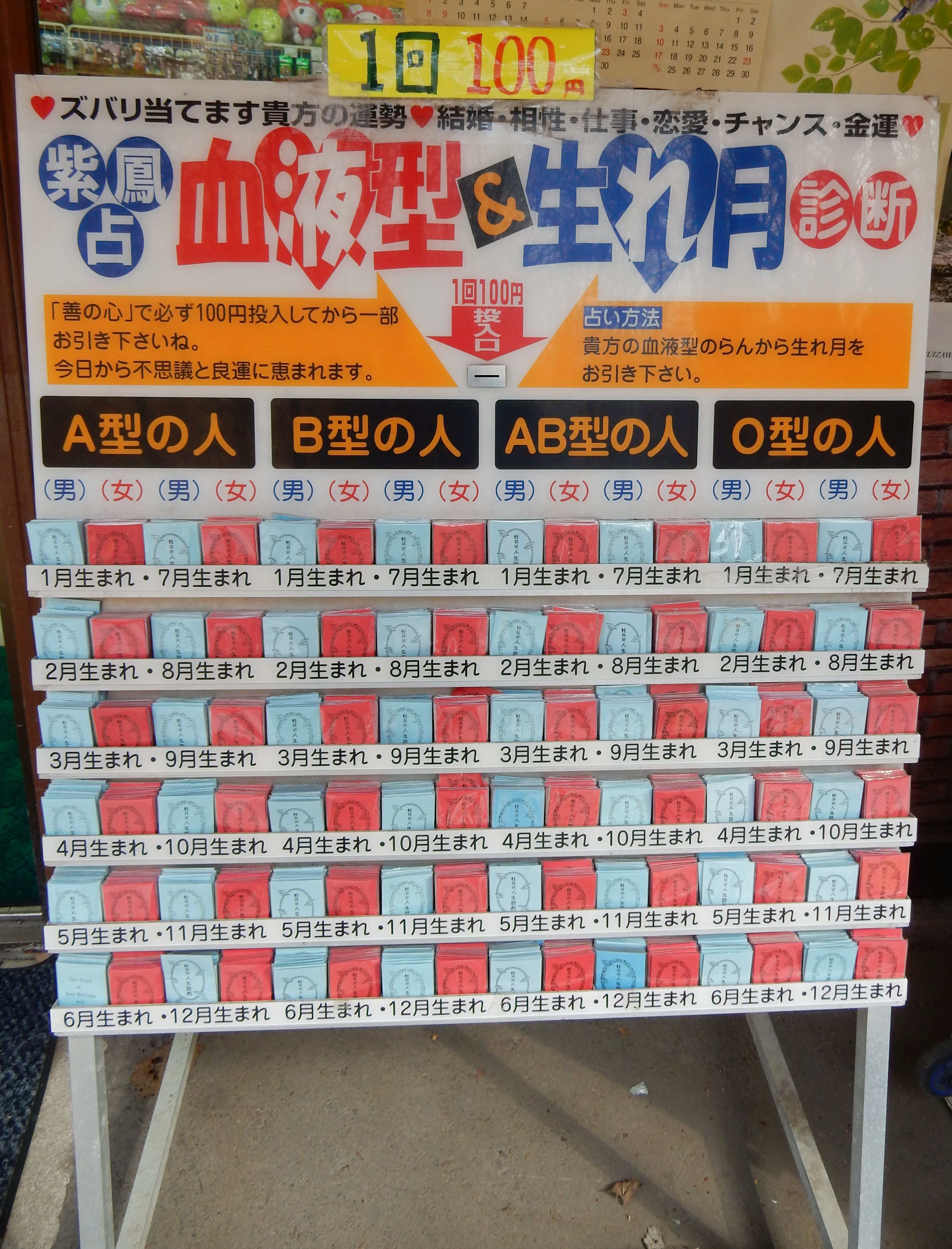
Oroscopi formulati in base al gruppo sanguigno

I gruppi sanguigni nella cultura giapponese fanno parte di una credenza popolare secondo la quale ciascun gruppo sanguigno sia profetico della personalità, del temperamento e della compatibilità con gli altri, della persona che li possieda, in modo simile a quanto succede con l'astrologia nella cultura occidentale. La credenza è estesa anche a altri paesi dell'Asia orientale come la Corea del Sud.
Essenzialmente derivante dalle idee del razzismo scientifico, la credenza ha origine dalle pubblicazioni di Masahiko Nomi degli anni settanta. La comunità scientifica ha etichettato tale credenza come superstizione o pseudoscienza.

## Storia
La scoperta del sistema di gruppi sanguigni AB0 è generalmente attribuita allo scienziato austriaco Karl Landsteiner. Gli studi etnologici mostrarono la differenza di distribuzione dei gruppi nel mondo (ad esempio le popolazioni asiatiche hanno una percentuale maggiore di persone con sangue di tipo B). Questo fatto fu usato dagli inglesi e dai primi nazisti come ulteriore dimostrazione della loro supremazia sulle altre razze. Questa teoria fu smontata prima che la Germania nazista invocasse leggi razziali come le leggi di Norimberga, dove la dicitura sangue tedesco indicava lignaggio ariano.
La teoria raggiunse il Giappone per la prima volta nel 1927, sul giornale scolastico Psychological Research nel foglio Lo studio del temperamento attraverso il gruppo sanguigno di Takeji Furukawa un professore di una scuola femminile di Tokyo. Sebbene mancassero fondamenti l'idea prese subito piede e il governo militare del tempo commissionò uno studio mirato a selezionare in questo modo dei soldati. In un altro studio, Furukawa comparò la distribuzione dei tipi di sangue tra due diversi gruppi etnici: i formosiani di Taiwan e gli ainu che vivevano nel nordest dell'Asia, specialmente in Hokkaidō. La motivazione per il suo studio pare derivi da una vicenda politica. Dopo l'occupazione giapponese di Taiwan in seguito alla vittoria giapponese sulla Cina nel 1895, gli abitanti resistettero tenacemente agli invasori. Le insurrezioni del 1930 e del 1931 uccisero centinaia di coloni giapponesi. Il proposito degli studi di Furukawa era di "penetrare l'essenza delle caratteristiche razziali dei Taiwanesi, che recentemente si erano rivoltati e si erano comportati così crudelmente". Basandosi sulla scoperta che il 41,2% del campione dei taiwanesi aveva sangue di tipo 0, egli presunse che lo spirito di ribellione era determinato geneticamente. Il ragionamento era supportato dal fatto che tra gli ainu, il cui temperamento era sottomesso, solo il 23,8% aveva sangue di tipo 0. Per concludere, Furukawa suggerì che i taiwanesi dovessero sposarsi di più con i giapponesi per ridurre il gruppo sanguigno di tipo 0.
Questa moda scemò negli anni trenta quando l'assenza di basi scientifiche apparve evidente, ma tornò in auge negli anni settanta quando Masahiko Nomi, giornalista televisivo senza alcuna conoscenza medica pubblicò un libro sull'argomento. Il lavoro di Nomi era aneddotico, non controllato e le sue conclusioni e la sua metodologia non furono chiare. A causa di questo il libro fu duramente attaccato dalla comunità psicologica giapponese, ciò nonostante divenne un fenomeno popolare.

## Presunte caratteristiche
Di seguito le presunte caratteristiche di ogni gruppo sanguigno, legate anche a una specifica dieta:
Gruppo A: Caratterizzati da altruismo e sincerità, gli individui di questo gruppo metterebbero gli altri al primo posto piuttosto che se stessi. Non cercherebbero mai di fare cose che gli altri odiano, bensì di essere delle buone persone con tutti, in modo da rendersi estremamente socievoli ed apprezzati, ma avrebbero anche una personalità segretamente stressata. Sarebbero particolarmente orgogliosi, si offenderebbero facilmente per ciò che dicono gli altri e si preoccuperebbero di ciò che gli altri pensano di loro. Agli insulti, reagirebbero in modo molto sensibile. All'apparenza estroversi, sarebbero in realtà cauti, attenti e segretamente introversi. In generale, avrebbero molti pensieri pessimisti.
Gruppo B: Gli individui di questo gruppo sarebbero socievoli ma ribelli, definiti degli idealisti, anche se spesso capricciosi. A differenza degli individui del gruppo A, sarebbero molto più ottimisti. Dotati però di scarsa volontà, non darebbero molto valore al lavoro od ai soldi.
Gruppo AB: Gli individui di questo gruppo sarebbero spiccatamente poco emotivi ma razionali; comunque in grado di capire i sentimenti altrui con molto acume, sebbene giudicati facili nel tradire. Avrebbero un forte spirito analitico e critico, nonché una visione chiara della vita.
Gruppo 0: Gli individui di questo gruppo sarebbero deboli di spirito, ma eccellenti come leader. La loro calda personalità e loro voglia di raggiungere i propri obiettivi sarebbero i loro punti di forza. Non rinunciano mai a ciò che giudicano giusto e non si sottomettono mai agli altri, risultando testardi. Hanno un senso di cameratismo eccezionalmente forte e provano un senso di unità facendo cose in comunità o agendo per lo stesso scopo. Qualunque sia il problema, cercano di risolverlo con i propri sforzi valorizzando le dinamiche del potere come la forza fisica, l'intelligenza e la disponibilità economica. Sono dotati di grande coraggio, ma sono considerati piuttosto burberi. Gli individui di questo gruppo sanguigno sono quelli più stereotipati e malvisti a causa dell'associazione delle loro presunte caratteristiche alle caratteristiche dell'uomo europeo agli occhi della cultura giapponese. Questo gruppo sanguineo è infatti quello più comune negli individui di etnia caucasica.

## Popolarità attuale
Il loro uso è simile a quello dei segni zodiacali occidentali, anche questi popolari in Giappone. Chiedere il gruppo sanguigno è un costume diffuso ed è spesso una sorpresa se uno straniero non conosce il proprio.
Molti idol, tarento e altre celebrità giapponesi includono il gruppo sanguigno nei loro profili, assieme ai loro hobby e segni zodiacali.
È comune tra gli autori di anime e manga indicare il gruppo sanguigno del personaggio e dare la personalità in corrispondenza del gruppo sanguigno. Anche di alcuni videogiochi si conosce il gruppo sanguigno dei personaggi come nelle serie di Street Fighter, Metal Slug, Soulcalibur, Resident Evil, Guilty Gear e Dead or Alive in cui viene indicato nei manuali o all'interno del gioco stesso. Inoltre è usuale per altre serie di videogiochi come Gungriffon, Tekken, Animal Crossing, Super Robot Wars, Metal Gear Solid 2: Sons of Liberty e Princess Maker consentire di scegliere il gruppo sanguigno nella modalità creazione.